# Palt

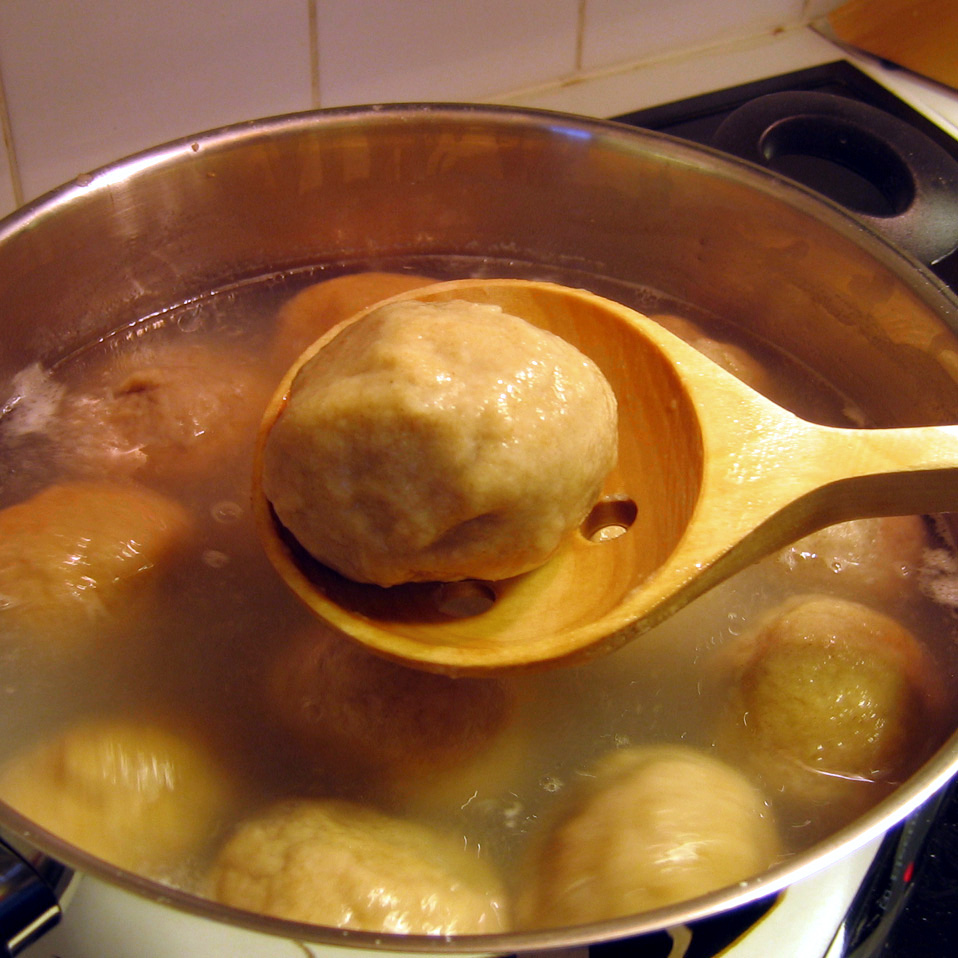
Kokt pitepalt.

Palt är en kamsrätt som tillhör den traditionella svenska husmanskosten, mest förekommande i Norrland.

## Översikt

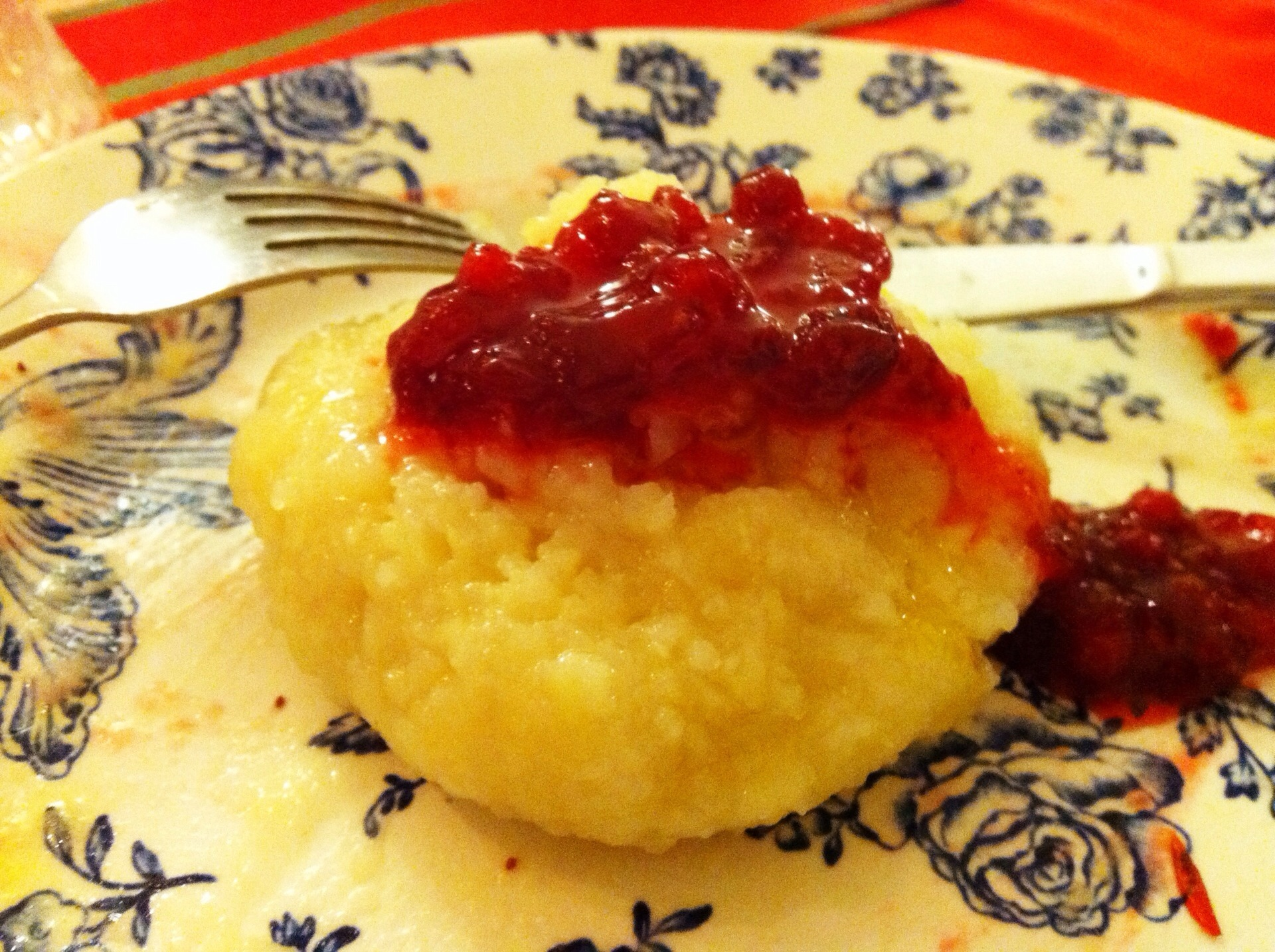
Fläskpalt med lingonsylt och smält smör.

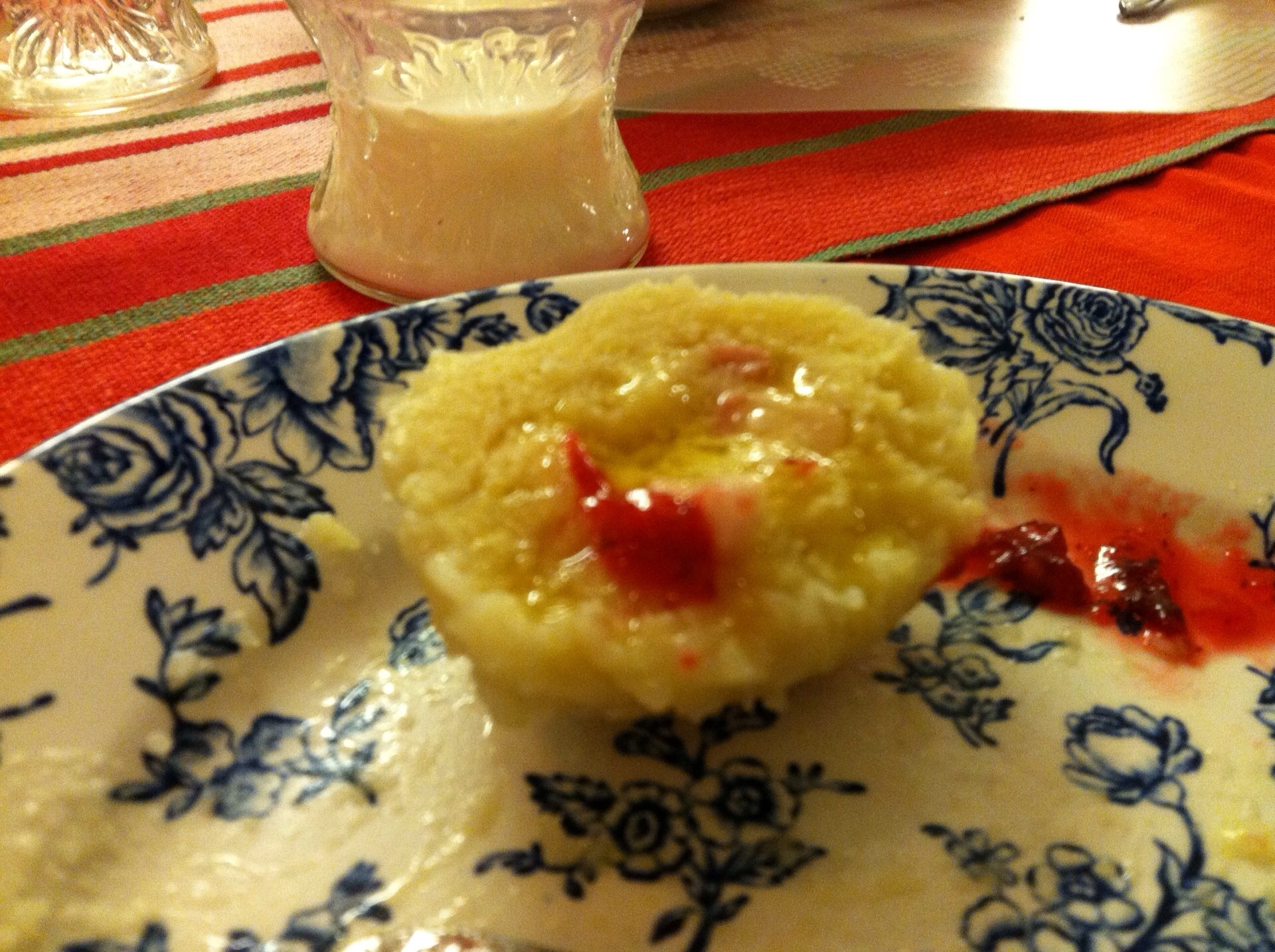
Palt invändigt.

I norra Sverige tillagas palt av rå, malen (eller finriven) potatis, som blandas med mjöl och salt till en någorlunda hård smet. Av denna smet formas runda bollar (paltar) som fylls, oftast med tärnat rimmat sid- eller bogfläsk men även andra fyllningar förekommer, t.ex. tärnad varmkorv eller falukorv. Paltarna kokas i rikligt saltat vatten. Det finns många recept på palt. Platta paltar utan fyllning kallas flatpalt. Pitepalten är känd sedan 1930, har sitt ursprung i Piteå och är gjord på kornmjöl och vetemjöl. En blandning av vete och korn- eller rågmjöl förekommer i Västerbotten och kallas "gråpalt".
I södra Norrland benämns maträtten kams, och där lagas den alltid på kornmjöl, ibland med potatis; ofylld kallas den "flatkams" och fylld med fläsk kallas den "fetkams". En annan variant "Skedkams" är istället gjord på kornmjöl, vetemjöl, salt och vatten. I trakter som ligger nära den norska gränsen äter man gärna kams med mese, messmör eller en sås som innehåller mesost. Kamsen har nästan helt försvunnit ur det moderna kosthållet, medan den nordnorrländska palten har överlevt.
Ett annat namn är klubba eller klåbb, klöbba, klöbban (klimpen) som görs på kornmjöl, vatten och salt, formas till klimpar med händerna, dessa kan ibland fyllas med stekta fläsktärningar, kokas i vatten med lite salt i, tills klimpen flyter upp. Äts med vitsås/messmörssås och stekt fläsk alternativt stekt fläsk och flott.
Palt äts oftast med smör och lingonsylt men det är också vanligt att köttfärs och stekt fläsk används som tillbehör. På vissa håll även med sirap. Till palt liksom till många andra mjölrätter är mjölk en vanlig dryck. Ett sätt att äta palt är att skära av toppen på palten och ta ut innehållet (fläsket). Sedan fyller man tomrummet med smör som får smälta. Detta kallas smörbrunn. Överbliven palt kan antingen värmas i vatten igen eller skäras i tärningar och stekas. Palt har även, då det är rätt tung mat, givit namn åt den dåsighet (som kan inträffa efter väl tilltagen måltid), vilken lokalt (i övre Norrland) kallas paltkoma (i Pite älvdal och i delar av Västerbotten benämns detta paltschwimen). Det finns även en paltsort som heter blodpalt där samma recept används fast man tillsätter blod vilket ger palten en mörkare färg med lite annorlunda smak.
Palt är besläktat med kroppkakor, men palten tillagas alltid på rå, riven potatis, medan kroppkakor också kan göras på kokt potatis, vilket gör att palten får en fastare konsistens än kroppkakorna. Palten innehåller normalt heller inte lök eller ägg, även om varianter förekommer.
I södra Sverige har palt en koppling till paltbröd eller annan blodmat, och innehåller blod och grovt mjöl. Det kan även kallas blodpalt, och denna tillagas som norrländsk palt med skillnaden att man även tillsatt blod till smeten. Blodpalt har förekommit i stora delar av landet men blir allt mindre vanlig, vilket är fallet med blodmat i allmänhet.
I Emil i Lönneberga (Emil och paltsmeten) beskriver Astrid Lindgren småländsk blodpalt: 
| ” | "Vi får palt till middag", sa hon [Ida]. Du kanske inte vet vad palt är för någonting? Det är stora svarta klumpar med fett fläsk inuti. Det smakar som blodpudding fast olika och mycket bättre. Man gör palt av blod, precis som man gör blodpudding av blod, och när det nu hade varit grisaslakt i Katthult, så var det klart att Emils mamma skulle koka palt. | „ |

## Kams
I Jämtland kallas den på jämtska "feitkams" (fetkams) och innehåller fläsktärningar. Den innehåller kornmjöl, riven potatis och ibland vetemjöl. Är den platt och utan fläsk, vetemjöl och potatis så kallas den för "flatkams" och var typisk fäbodmat. När flickorna gick till fäboden med korna tog de med sig kornmjölet, och mjölk producerade korna på sommarbetet. Kamsen tillreds genom att kokas i vassla som fåtts vid tillverkning av ost. Till kamsen äts smör, messmör, brunost och sötost, och som dryck naturligtvis mjölk. Kams äts traditionellt som huvudrätt (med kjesfil som dessert) på fettisdagen.
I Ångermanland och Medelpad gjordes kams ursprungligen på endast kornmjöl och vatten. Senare började man helt eller delvis byta ut dessa ingredienser mot vetemjöl och mjölk. För den godaste kamsen tillsatte man potatis, hälften råriven och hälften kokt. Kamsen äts sedan med stekt fläsk, lingonsylt (eller rårörda lingon) och smör. I Medelpad finns det som kallas mösekams, och det är när kamsen kokas i vassle (dvs. möse).
Dagen efter det man ätit kams, om det finns något kvar, så ska den skäras upp, och kan antingen bara stekas varm i en stekpanna eller så skär man ner den i en kastrull, häller på mjölk och låter det koka ihop. Det är vanligt att man steker upp kamsen i sirap. Kams äts oftast med mese och smör, men getmese passar också bra.
Kams var förr i tiden, då folk arbetade borta på veckorna, mycket vanlig mat. Man hade då med sig kams för hela veckan, blev det sedan något över när veckan var slut så började man nästa vecka med att äta upp den gamla kamsen innan man började med den nya man hade med sig. Vill man prova på att äta kams så är det ganska vanligt att olika hembygdsföreningar anordnar kamsdagar dit man kan komma och äta.

## Pitepalt
Den vanliga palten på potatis och kornmjöl har kommit att särskilt förknippas med staden Piteå, och kallas ofta pitepalt. Pitepalt brukar kallas Piteås "nationalrätt". Det finns ingen tydlig skillnad i recept mellan pitepalt och annan potatispalt - de olika recept på "äkta pitepalt" som cirkulerar skiljer sig lika mycket mellan varandra som övriga recept på potatispalt.
I Öjebyn utanför Piteå finns vad som uppges vara världens enda "paltzeria". Restaurangen startades av Magnus Eriksson Brändström tillsammans med Kristoffer Jonsson och där serveras många varianter på palt, där bland annat Black and White är vanligt. Det innehåller en blodpalt och en vanlig pitepalt. Därifrån kommer flera moderna recept och sätt att servera pitepalt. Ett exempel är Black and White serverad med knaperstekt fläsk, riven västerbottensost, keso, smör och lingonsylt. Till detta dricker man med fördel en starköl och en snaps med lingonsmak.
Ishockeyspelaren Tomas Holmström, från Piteå, använde Stanley Cup-pokalen som paltgryta.
I Piteå finns även Paltakademien, vars syfte att är öka intresset för palt samt att se till att en hög kvalitet hålls.

## Kultur
Den ångermanländske författaren Pelle Molin har i sin bok Ådalens poesi en novell som heter just "Kams". Ett lätt surrealistiskt stycke om hur en gosse kokar kams in absurdum.